# MacOS Big Sur
macOS Big Sur (wersja 11) – siedemnaste główne wydanie systemu operacyjnego z rodziny macOS (wcześniej OS X) firmy Apple dla komputerów typu Macintosh. Jest następcą systemu macOS Catalina.
macOS Big Sur przyniósł znaczne odświeżenie interfejsu użytkownika. Zmieniono m.in. pasek menu, układ i format poszczególnych ikon, wprowadzono nowe dźwięki i dynamiczne tła, a także przeprojektowane centrum powiadomień i sterowania. Zaktualizowano także kompozycję wizualną przeglądarki Safari. Ulepszenia te zapewniają większą spójność systemu z ekosystemem firmy Apple, m.in. urządzeniami iPad i iPhone.
System macOS Big Sur został przystosowany do nowych urządzeń Apple z chipem M1 (architektura ARM), ale można go zainstalować również na starszych laptopach i komputerach stacjonarnych.
Pierwsza beta MacOS Big Sur została udostępniona wkrótce po konferencji Worldwide Developers Conference (w skrócie WWDC), która miała miejsce 22 czerwca 2020 roku. Pierwsza publiczna beta została wydana w sierpniu 2020 r., a 12 listopada 2020 r. wyszła pierwsza stabilna wersja systemu.

## Wymagania techniczne
System macOS Big Sur wymaga co najmniej 4 GB RAM. Może zostać zainstalowany na następujących urządzeniach:
- iMac (2014 r. lub nowszy)
- MacBook (2015 r. lub nowszy)
- MacBook Pro (koniec 2013 r. lub nowszy)
- MacBook Air (2013 r. lub nowszy)
- Mac Mini (2014 r. lub nowszy)
- Mac Pro (2013 r. lub nowszy)
- iMac Pro (2017 r. lub nowszy)

W systemie macOS Big Sur wprowadzono obsługę nowych urządzeń Mac, działających w oparciu o architekturę ARM.